# Leichtathletik-Weltmeisterschaften 2009/Teilnehmer (Peru)
| Gelbes Symbol für Goldmedaillen mit stilisierten Olympischen Ringen | Graues Symbol für Silbermedaillen mit stilisierten Olympischen Ringen | Braundes Symbol für Bronzemedaillen mit stilisierten Olympischen Ringen |
| ------------------------------------------------------------------- | --------------------------------------------------------------------- | ----------------------------------------------------------------------- |
| —                                                                   | —                                                                     | —                                                                       |

Der peruanische Leichtathletik-Verband stellte vier Athleten bei den Leichtathletik-Weltmeisterschaften 2009 in Berlin.

## Ergebnisse

### Männer

#### Laufdisziplinen
| Athlet          | Disziplin        | Vorlauf        | Vorlauf | Halbfinale | Halbfinale | Finale             | Finale             |
| Athlet          | Disziplin        | Zeit           | Platz   | Zeit       | Platz      | Zeit               | Platz              |
| --------------- | ---------------- | -------------- | ------- | ---------- | ---------- | ------------------ | ------------------ |
| Costantino León | Marathon         |                |         |            |            | 2:23:34 h SB       | 51                 |
| Pavel Chihuán   | 20 km Gehen      |                |         |            |            | 1:27:54 h          | 35                 |
| Mario Bazán     | 3000 m Hindernis | 8:28,67 min NR | 21      |            |            | nicht qualifiziert | nicht qualifiziert |

### Frauen

#### Laufdisziplinen
| Athletin     | Disziplin | Vorlauf      | Vorlauf | Halbfinale | Halbfinale | Finale             | Finale             |
| Athletin     | Disziplin | Zeit         | Platz   | Zeit       | Platz      | Zeit               | Platz              |
| ------------ | --------- | ------------ | ------- | ---------- | ---------- | ------------------ | ------------------ |
| Inés Melchor | 5000 m    | 16:00,83 min | 20      |            |            | nicht qualifiziert | nicht qualifiziert |